# Grevillea floribunda

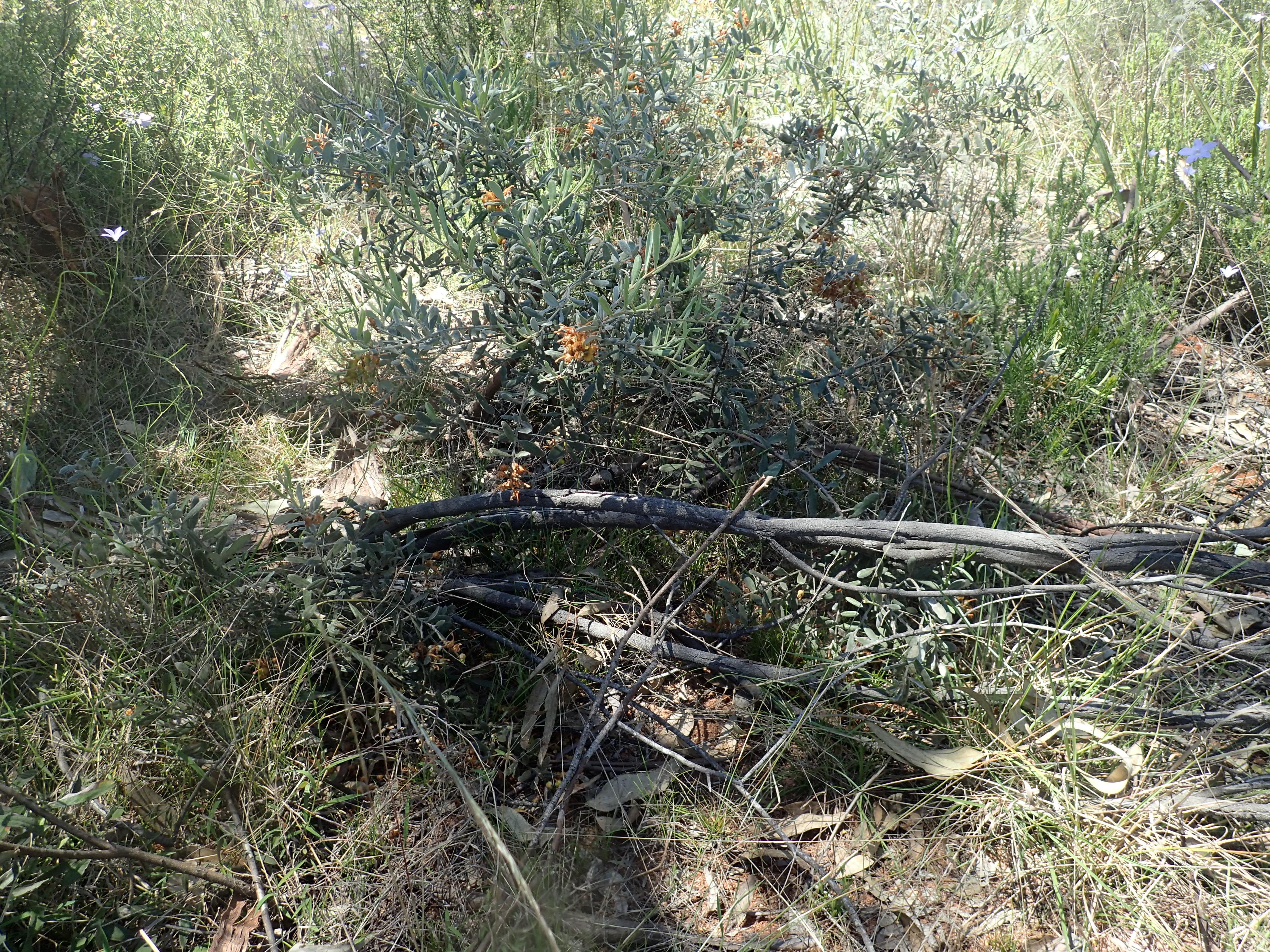
Hábito

Grevillea floribunda é uma espécie de planta com flores da família Proteaceae, sendo endêmica do leste da Austrália. Trata-se de um arbusto espalhado com folhas oblongas a ovadas, mais estreitas na base, e grupos de seis a vinte flores cobertas por pelos castanho-avermelhados.

## Descrição
Grevillea floribunda é um arbusto espalhado que geralmente atinge de 0,4 a 1,8 metro de altura. Suas folhas são oblongas a ovadas, com a maioria medindo de 20 a 80 mm de comprimento e de 2 a 20 mm de largura, apresentando a superfície inferior suavemente peluda. As flores organizam-se em grupos de seis a vinte, geralmente nas extremidades dos ramos; o perianto é esverdeado e coberto por pelos lanosos castanho-avermelhados, enquanto o pistilo tem de 9,0 a 19,5 mm de comprimento. O ovário é séssil, e o estilete é avermelhado. A floração ocorre em todos os meses, com pico na primavera, e o fruto é um folículo peludo, de 10,5 a 17 mm de comprimento.

## Taxonomia
Grevillea floribunda foi formalmente descrita em 1830 por Robert Brown em sua obra Supplementum primum Prodromi florae Novae Hollandiae [en]. O epíteto específico significa "florescimento abundante".
Em 1994, Peter M. Olde e Neil R. Marriott descreveram duas subespécies de G. floribunda, cujos nomes são aceitos pelo Censo Australiano de Plantas [en]:
- Grevillea floribunda R.Br. subsp. floribunda[10][11]

- Grevillea floribunda subsp. tenella Olde & Marriott[12][13]

## Distribuição e habitat
Grevillea floribunda cresce em florestas e bosques, sendo amplamente distribuída nos planaltos e encostas ocidentais de Nova Gales do Sul e no sudeste de Queensland. Há um registro duvidoso na Floresta Killawarra, em Victoria. A subespécie tenella é restrita à região de Darling Downs, em Queensland.

## Conservação
Grevillea floribunda está atualmente classificada como pouco preocupante na Lista Vermelha da IUCN. É uma espécie extremamente comum e disseminada, com uma população geral estável e sem grandes ameaças conhecidas. Ameaças menores e localizadas incluem regimes inadequados de fogo e desmatamento para agricultura.